# التيجان الثلاثة

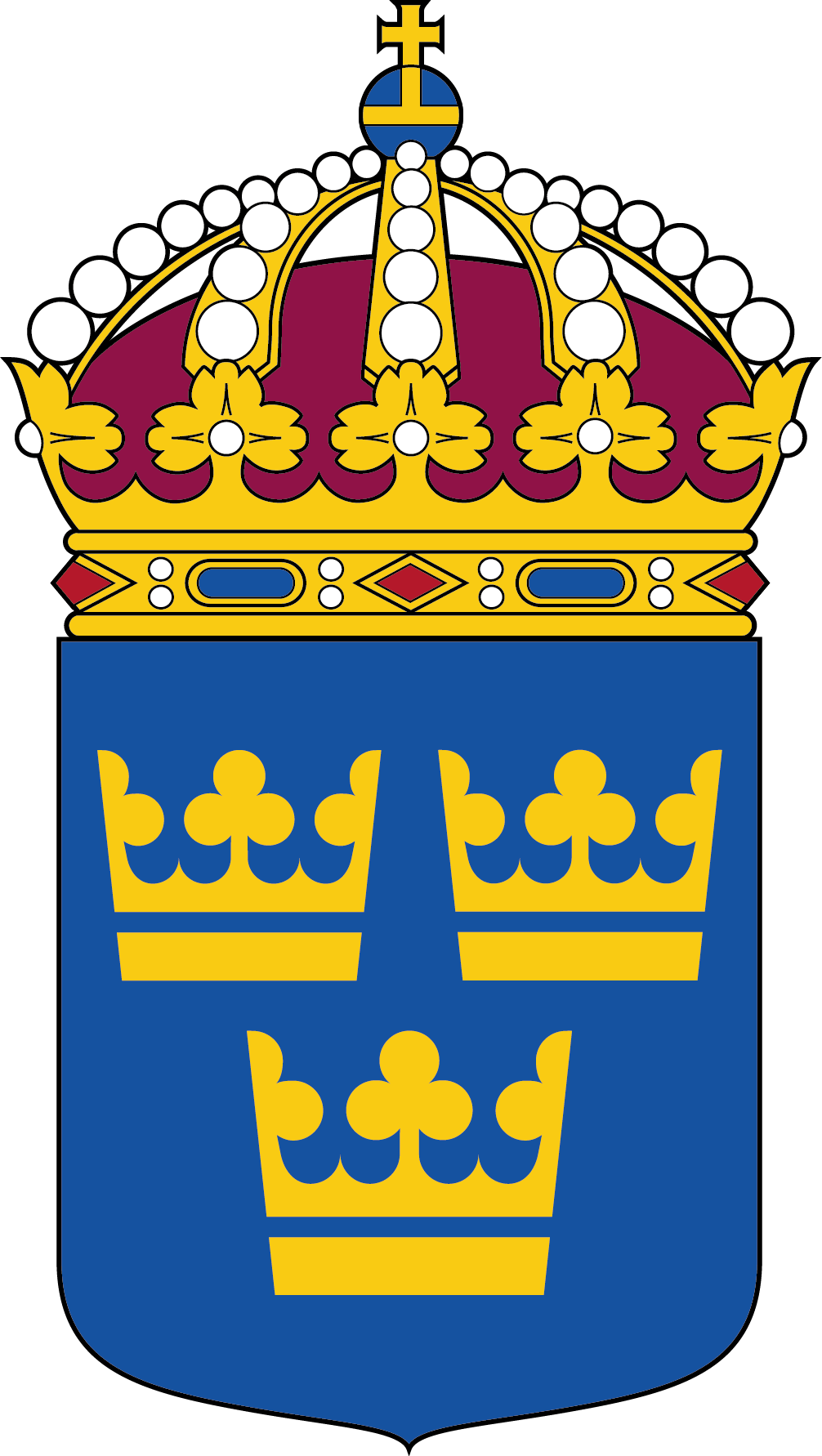
إصدار صغير من شعار نبالة السويد

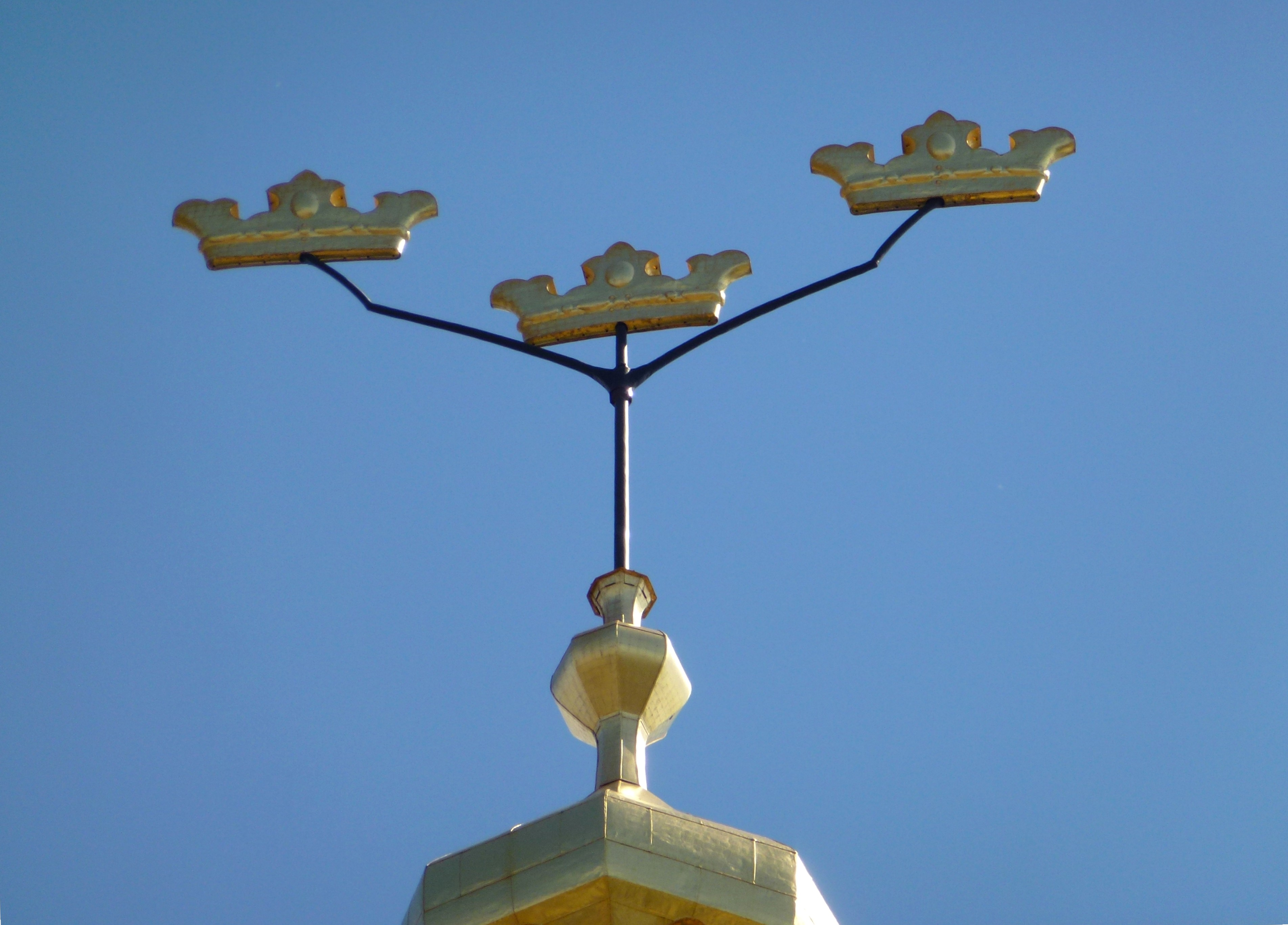
التيجان الثلاثة على قمة قاعة مدينة ستوكهولم

التيجان الثلاثة (بالسويدية: tre kronor) هي الشعار الوطني للسويد، موجودة على شعار نبالة السويد، تتألف من ثلاثة تويجات مذهبة أو صفراء، مرتبة على شكل تاجين في الأعلى وواحد في الأسفل، موضوعة على خلفية زرقاء.
يُستخدم الشعارُ غالباً كرمز لسلطات الدولة الرسمية: العائلة الملكية، والريكسداغ، وحكومة السويد، وسفارات السويد حول العالم؛ ولكنها تظهر أيضاً في سياقات رسمية أقل، كمنتخب السويد الوطني لهوكي الجليد للرجال، حيث يرتدي اللاعبون الرمز على قمصانهم وبالتالي يُلقبون بالـ«تيجان الثلاثة»، وموضوعة على قمة قاعة مدينة ستوكهولم (بُنيت في 1911–1923). تُستخدم التيجان الثلاثة أيضاً كمُدورة على الطائرات العسكرية في سلاح الجو السويدي وكشارة على جميع المعدات العسكرية السويدية بشكلٍ عام، وأيضاً على الأزياء الرسمية والمركبات لهيئة الشرطة السويدية.
تظهر التيجان الثلاثة على شعار الدنمارك الملكي؛ بسبب أصلها الإسكندنافي المشترك، حيث قد تكون «شارة للاتحاد».

## أصلها
يقترح أحد التفسيرات العديدة، والمبكرة، والتقليدية أن آلبرخت من مكلنبورغ (1338–1412) - الذي حكم السويد من 1364-1389 - جلب هذا الرمز من ألمانيا كشارة لحكمه في السويد، وفلندا، ومكلنبورغ. بغض النظر عن حقيقة أن فنلندا لم تكن تُعتبر دولة قائمة بذاتها في ذلك العصر؛ مع ذلك فقد دُحضت هذه النظرية ببحوثٍ لاحقة، تحديداً الإعلان عن اكتشاف إفريز في أفينيون في جنوب فرنسا في سنة عام 1982، يُقدر بأن تاريخه يرجع إلى سنة 1336. نُقش الإبريز لمؤتمرٍ دولي رأسه البابا، ويحتوي الإبريز على شعارات الدول المشاركة، من ضمنها السويد. يقترح هذا الإكشاف بأن الرمز قُدّم ليس قبل سلف آلبرخت، ماغنوس إريكسون (1316–1374).
حسب الدلائل التاريخية يرجع استخدام التيجان الثلاثة إلى القرن الثالثة عشر، حسبما ذُكر في كتاب العائلة الشمالي، كانت التيجان الثلاثة في البداية تُحيط بدرع ماغنوس لادلوس (1240-1290)وظهرت لاحقاً على عُملات ماغنوس إريكسون (1316-1374).

### شعار النبالة السويدي المبكر

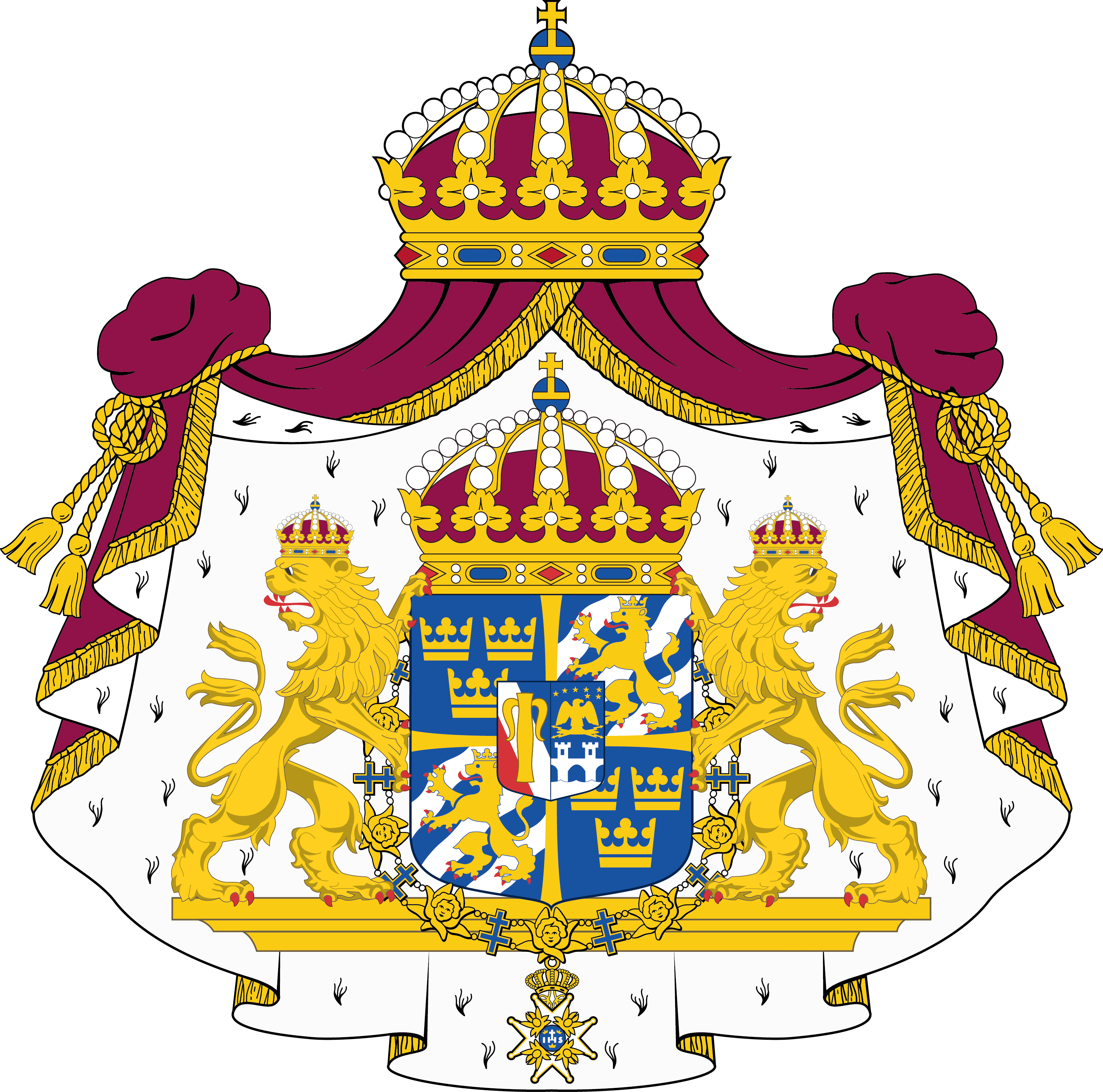
شعار نبالة السويد الأعظم الحديث

أول شعار نبالة للسويد من القرن الثالثة عشر يحمل أسداً ذهبياً موضوع على خلفية ذات خطوط زرقاء وبيضاء متموجة وقُطرية. وما زال هذا الشعار حتى الآن جزءاً من شعار نبالة السويد الأعظم حيث أنه مقسم لأربعة أرباع بين أسد شعار النبالة من جهة والتيجان الثلاثة من جهةٍ أخرى. كان يُفسر الأسد والتيجان الثلاثة من حينٍ إلى آخر على أنها شعار نبالة إقليمي يوتلاند وسفيلاند على الترتيب، الأسد كان أسبق، ويُدعى خطأً أسد يوتا (Göta).

## استخدامه في الإتحادات الإسكندنافية

### اتحاد ماغنوس إريكسون
استخدم ماغنوس الرموزَ مراراً وتكراراً؛ على الأرجح ليشير إلى ممالكه الثلاث: السويد، والنرويج، وسكانيا. في منتصف القرن الرابعة عشر، سببت مشاكل الدنمارك المالية في رهن معظم البلاد للأمراء الألمان، بالدرجة الأولى غيرهارد الثالث وجون الثالث. بما أن ملك الدنمارك نُفي في 1332، طلب الأبرشية الدنماركية في لوند أن يُصبح ماغنوس ملك الأقاليم السكونية (السكانية) في الدنمارك. سدد ماغنوس الرهن إلى جون الثالث وأدى القسم كملك لسكانيافي نفس السنة. بما أنه كان لديه طموحات للسيطرة على بقية الدنمارك، كانت التيجان تشير منزلته كملكٍ للمالك الثلاث.
مع أن الدنمارك أُعيد توطيدها تحت قيادة فالدمير أترداغ في 1340 واستعاد مناطقها، وتركت النرويج الاتحادَ مع السويد في 1380، فقد استمر ملوك السويد باستخدام شعار النبالة الخاص بالإتحاد مع التيجان الثلاثة. تقترح نظرية بديلة مدعومة قليلاً أن التيجان الثلاثة هي الممالك الثلاث للقلب التقليدي لملك السويد، ملك السويديين، والقوط، والوينديين. (بقي في منافسة مع الملك الدنماركي على حكم آخر قبيلتين/قوميتين، القوط والوينديين).

### اتحاد كالمار

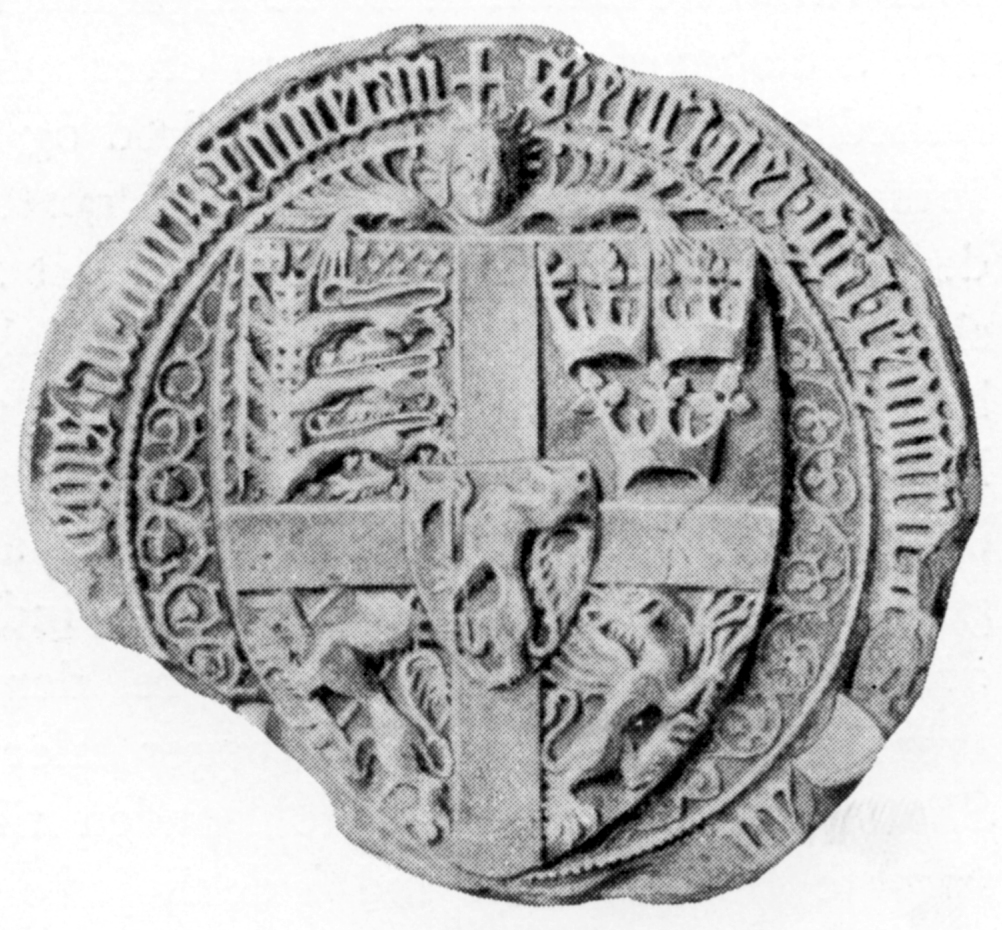
ختم إريك بوميرانيا

عندما تأسس إتحاد كالمار باتحاد شخصي بين الدنمارك، والسويد، والنرويج على يد الملكة مارغيريتا الأولى في 1397، عادت التيجان الثلاثة لاستخدامها كرمز لإتحاد الممالك الثلاث. وهكذا استخدم خليفتها إريك بوميرانيا شعار نبالة مقسمِ إلى أربعة أرباع بين شعارات نبالة الدنمارك (ثلاثة أسود زرقاء على درعٍ ذهبي)، والنرويج (أسدٌ ذهبيّ يحمل فأساً على درعٍ أحمر)، والسويد (أسدٌ ذهبي على خطوطٍ بيضاء وزرقاء متموجة)، بالإضافة إلى شارة الاتحاد المتكونة من ثلاثة تيجان ذهبية على درعٍ أزرق، وهو ما فعله ملوك الاتحاد الذين خلفوه في القرن الخامسة عشر.

## استخدامها في السويد ما بعد الاتحاد

مُدورة سلاح الجو السويدي

بما أن التيجان الثلاثة قد استخدمت في السويد في الاتحاد، كلا الملكان كارل كنوتسون بونده الذي سعى بشكلٍ دوريّ على سحب السويد من إتحاد كالمار، وغوستاف فاسا الذي أنهى الاتحاد في 1521، استخدما التيجان - مع الأسد في أربعة أجزاء - كشعارٍ للسويد، وما زال الشعار مستخدماً إلى يومنا هذا. منذ القرن الخامسة عشر اعتبرت التيجان شعار النبالة السويدي «الرئيسي»؛ ولذلك يمكن استخدامها وحدها كإصدارٍ أصغر لشعار نبالة السويد.
يُعرف الشعار أنه وُضع فوق البرج الأوسط الكبير في قصر التيجان الثلاثة (Tre Kronor) في ستوكهولم، الذي تحطم بسبب حريق في 1697.

## نزاع التيجان الثلاثة

شعار الدنمارك الملكي. نسخة مستخدمة منذ 1972.

علم فيبورغ (روسيا)، يحمل ثلاثة تيجان

في عقد 1550، وجد ملك السويد غوستاف فاسا أن الملك الدنماركي كريستيان الثالث قد أضاف التيجان الثلاثة على شعار النبالة الخاص به. ولأن التيجان الثلاثة كانت رمزاً للسويد منذ القرن القرن الرابعة عشر واستخدمها العواهل الدنماركيون فقط أثناء إتحاد كالمار، فقد فسّر غوستاف اسخدامَ كريستيان الثالث الشعار كإشارةٍ عن نيةٍ لاحتلال السويد وإعادة إنشاء الحياة. ردّ كريستيان بما أن عواهل الاتحاد قد استخدموا التيجان الثلاثة، فالشعار الآن ينتمي لكلا المملكتين وبالتالي لديه الحق باستخدامه كما لدى الملك السويدي.
من ناحيةٍ أُخرى، اعتبرت التيجان الثلاثة في السويد حصرياً رمزاً سويدياً، وأدى هذا الأمر إلى نزاعٍ دبلوماسي استمر طويلاً بين الدولتين، وتُعرف هذه بأزمة التيجان الثلاثة حيث اتهمت السويد مملكةَ الدنمارك بالإمبريالية باستخدامها رمزاً سويدياً، واتهمت الدنمارك مملكةَ السويد بإحتكار استخدام رمز اتحادٍ إسكندنافيّ.
لعبت الأزمةُ دوراً باندلاع حرب السنوات السبع الشمالية في 1563. في بداية القرن السابعة عشر، تم تسوية النزاع بين البلدين، وأصبح بإمكان كلا البلدين استخدام التيجان الثلاثة شعارات النبالة خاصتهم، على الرغم من أنها في الدنمارك أقل بروزاً في الدرع، إلا أنها رسمياً تشير إلى تذكير رمزيّ لإتحاد كالمار السابق. بدأت الدنمارك بهذا الفعل منذ 1546، الفعل الذي أدى إلى نزاعٍ مع السويد حتى عام 1613.

## استخدام آخر في الدنمارك
أيضاً اسم «التيجان الثلاثة» (Tre Kroner) مستخدم في الدنمارك. خلال القرون السابعة عشر، والثامنة عشر، والتاسعة عشر كانت القوات البحرية الملكية الدنماركية غالباً تُسمي سفنها تيمناً بشارات الشعار الملكي الدنماركي، وبالتالي غالباً كان لدى البحرية سفينة تُدعى التيجان الثلاثة. وهذا الفعل بدوره أعطى الاسم لقلعة التيجان الثلاثة البحرية (Trekroner) لتحمي ميناء كوبنهاغن، عاصمة الدنمارك. وكانت التيجان الثلاثة اسماً لعدد من المزارع، مما جعل ربعاً جديداً في المدينة في روسكيلدا يحمل اسم التيجان الثلاثة من مزرعةٍ واحدة.

## اقرأ أيضاً
- علم السويد
- الأم سفيا